# Villedieu-les-Poêles-Rouffigny
Villedieu-les-Poêles-Rouffigny ist eine französische Gemeinde mit 3.845 Einwohnern (Stand 1. Januar 2022) im Département Manche in der Region Normandie. Sie gehört zum Arrondissement Saint-Lô und zum Kanton Villedieu-les-Poêles-Rouffigny.
Sie entstand mit Wirkung vom 1. Januar 2016 als Commune nouvelle durch die Zusammenlegung der ehemaligen Gemeinden Villedieu-les-Poêles und Rouffigny, die in der neuen Gemeinde den Status einer Commune déléguée haben. Der Verwaltungssitz befindet sich im Ort Villedieu-les-Poêles.

## Gliederung
| Ortsteil                               | ehemaliger INSEE-Code | Fläche (km²) | Einwohnerzahl zum 1. Januar 2022 |
| -------------------------------------- | --------------------- | ------------ | -------------------------------- |
| Villedieu-les-Poêles (Verwaltungssitz) | 50639                 | 8,05         | 3.534                            |
| Rouffigny                              | 50440                 | 6,72         | .0311                            |

## Lage
Villedieu-les-Poêles-Rouffigny liegt rund 20 Kilometer nordöstlich von Avranches. Die Autobahn Autoroute A84 verläuft an der westlichen Gemeindegrenze.

## Gemeindepartnerschaft
- Saint-Saviour auf der britischen Kanalinsel Jersey